# PoliКарп
«PoliКарп» (скорочення від Полісся-Карпати; до 2008 року гурт мав назву Карпатіяни) — український етно-арт-рок-гурт.

## Опис
Був утворений у 2003 році у Києві.
Репертуар складається з народної музики Гуцульщини та Житомирського Полісся у власній сучасній інтерпретації.
Склад: Валерій Гладунець, Сергій Охрімчук, Юрій Захарчук, Василь Паланюк та Вадим Губенко. Арт-менеджером гурту є Анна Балакир.
Гурт брав участь у численних концертах і фестивалях, серед яких фестивалі «Рутенія» (2014), «Холодний яр» (2014), «Конотопська битва» (2013—2014), «Гогольфест» (2009), «Країна мрій» (2004), «Шешори» (2008) та багато інших.

## Учасники
- Валерій Гладунець (дримба, спів)
- Сергій Охрімчук (електроскрипка, спів)
- Юрій Захарчук (перкусія, барабани, бухало)
- Тарас Компаніченко (ліра, кобза, лютня, спів)

#### Колишні учасники
- Юрій Фединський (електрогітара, спів)
- Василь Паланюк (цимбали, сопілки, фрілки, фуяри, най)
- Вадим Губенко (бас-гітара, контрабас)

## Нагороди
- Лауреат другої премії в жанрі рок-музики на фестивалі «Червона рута», який проходив 2009 року в Чернівцях.

## Дискографія
- 2009: «Барвіночок».